# Afirmación
El término afirmación se identifica como la proposición de un enunciado que expresa un asentimiento categórico de conformidad con la realidad. Consiste en un acto por el cual se hace constar nuestro asentimiento intelectual y compromiso social respecto a una creencia expresando lingüísticamente un enunciado; considerando y declarando válida con plena conciencia su verdad cuando dicha manifestación se apoya en la evidencia y la certeza de un conocimiento sin que exista la duda.
La afirmación, en lo relativo al conocimiento, va unido al tema de la evidencia y de la certeza, pues es la expresión suya.
Cuando la afirmación, como expresión lingüística, no es acorde con la creencia que uno tiene como verdadera, entonces no solo ha de ser considerada como una falsa afirmación, sino como una mentira por ser manifiestamente fraudulenta, que no tiene nada que ver con el tema aquí tratado.

## Lógica de proposiciones
Siendo {\displaystyle {\mathcal {P}}} el conjunto de proposiciones, y {\displaystyle a,b,c,d,\dots } proposiciones de {\displaystyle {\mathcal {P}}}, se puede definir la operación unaria: afirmación, por la que a una variable {\displaystyle b\,} de {\displaystyle {\mathcal {P}}} se le asigna el valor de la variable {\displaystyle a} de {\displaystyle {\mathcal {P}}}.
{\displaystyle {\begin{array}{rrcl}id:&{\mathcal {P}}&\longrightarrow &{\mathcal {P}}\\&a&\mapsto &b=id(a)\;\equiv \;b=a\end{array}}}

## Afirmación y opinión
La opinión puede considerarse también como afirmación débil, aunque no siempre tenemos conciencia clara de la distinción y opinamos con la fuerza de la afirmación.

## Afirmación y decisión
A veces suele utilizarse el término afirmación para significar la adhesión de la voluntad a un enunciado entendido como propuesta de acción. Se trata entonces de una decisión o acto de apoyo, como es el caso de una votación.
Se confunde así la cualidad del resultado (decidir hacer esto o lo otro o no hacer nada; el voto afirmativo o negativo) con el acto de pronunciamiento, que habría de entenderse como “afirmarse” o “reafirmarse” pues la decisión, o el voto, se supone está fundado o justificado en un conocimiento previo considerado como válido respecto al fin que pretende la decisión.

## Afirmativo y negativo
No debe confundirse la afirmación como acto de reconocimiento de una verdad enunciada, con el hecho de que dicho enunciado sea gramaticalmente afirmativo o negativo. Una negación sigue siendo, bajo el punto de vista lógico, una afirmación. La afirmación puede ser enunciada tanto afirmativamente como negativamente.
- Afirmación con enunciado afirmativo: Todos los pájaros ponen huevos.
- Afirmación con enunciado negativo: Los pájaros no son mamíferos

La confusión proviene del modo de entender la unidad de afirmación lógica bajo el punto de vista gramatical.
La filosofía tradicional basada en la lógica aristotélica y el silogismo, entendía que la unidad de afirmación lógica como manifestación de la verdad del conocimiento era el juicio categórico, entendido éste como la atribución de un predicado a un sujeto. Dicha atribución ofrecía dos posibles formas cualitativas: Unión del sujeto con el predicado (juicio afirmativo) o separación del sujeto y el predicado (juicio negativo). Aristóteles pensaba que el juicio verdadero representa adecuadamente la realidad.
Pero conocer la no-unión del predicado con el sujeto sólo es posible como consecuencia lógica derivada de una verdad previamente conocida. No se podría afirmar "Antonio es un no-caballo", si previamente no hemos conocido que "Antonio es un hombre". ¿Qué es un "no-caballo"? Así lo entendió Aristóteles.
¿Cómo conocer la realidad de un juicio negativo? ¿Cómo conocer lo que no-es?
Lingüísticamente se oculta dicho problema negando el verbo en lugar del predicado. En lugar de afirmar "S es no-P" se expresa "S no es P". Convirtiendo la afirmación de un juicio negativo (S es no-P) en un enunciado gramatical en forma de negación (S no es P). Pero eso no es hacer una atribución como predicado sino aplicar la extensión de un concepto como clase, tal como se ha venido a interpretar actualmente la lógica aristotélica.
La negación en la lógica actual se considera una función u operador lógico definido como regla que cambia el valor de verdad de la proposición.
La lógica actual considera que la unidad de afirmación lógica es la proposición en su cualidad de poder ser verdadera o falsa con independencia de su expresión afirmativa o negativa. Y su verdad se justifica de dos formas:
- Como validez lógica formal o tautología, cuya garantía de verdad reside en la consistencia o no consistencia de la proposición dentro de un sistema lógico o teoría en que se formula lingüísticamente la proposición. Es decir siempre que la expresión lingüística del contenido del modelo sea fiel a la forma lógica de un teorema del sistema.[9]

- Como validez epistemológica que depende del contenido semántico y actúa como metalenguaje respecto al sistema lingüístico en el que se exprese como afirmación. El criterio de validez, en estos casos, es variable. El criterio de la ciencia es el mejor fundamento de la afirmación de un conocimiento válido en su dimensión representativa como contenido de realidad; sin excluir otros criterios de validez en situaciones diferentes.[10]

La verdad de una proposición y su afirmación como expresión de verdad semántica, Alfred Tarski, en un enunciado, no se identifica exactamente con el juicio aristotélico y tampoco con el enunciado lingüístico.

## Afirmación y conocimiento

### Afirmación y asentimiento
De manera general entendemos por asentimiento el hecho de aceptar algo. En el caso que nos ocupa el asentimiento vendría a suponer la aceptación como verdadera de la proposición en la cual se va a manifestar el conocimiento como afirmación.
Parece pues que debemos considerar el asentimiento como una condición previa a la afirmación. En el artículo Proposición (lógica) se hace referencia a lo que los antiguos llamaban juicio y que hoy entendemos como creencia.
Entendemos entonces que el asentimiento es la aceptación de una creencia como verdadera.
El problema: ¿Es el asentimiento un acto de la voluntad, del querer o, por el contrario, una exigencia como consecuencia de la evidencia bien intuitiva o de unas razones formales a partir de otras evidencias?
Los estoicos, en contradicción con los escépticos, establecieron una "voluntad judicativa" que completaba la manifestación de la creencia como afirmación de verdad.
Santo Tomás distinguió entre "asentimiento ante una evidencia en sí" y "asentimiento de una proposición cuya evidencia radica en su conexión con otra u otras proposiciones". Pero Santo Tomás distingue el asentimiento como "acto intelectivo" y el asentimiento como "acto de la voluntad" respecto al querer, al que se le debe llamar "consentimiento".
El primero es necesario para la construcción de la ciencia y conocimiento de la verdad, mientras que el segundo lo es para la aceptación de las normas en relación con el bien. Y esto es así porque el entendimiento no tiene más remedio que aceptar la evidencia en sí, y no puede aceptar la contradicción.
En cambio en la voluntad puede darse oposición entre diversas opciones por la contradicción de sentimientos y motivaciones por efecto de las pasiones.
Los racionalistas, Descartes y Spinoza, consideraron que el asentimiento era una opción entre diversas proposiciones que la conciencia puede aprehender y cuya evidencia surge tras el análisis.
Para Locke, en cambio, el asentimiento en sí mismo es un conocimiento que, cuando es evidente genera "certidumbre"; pero cuando no es evidencia perfecta produce un asentimiento débil, como opinión.
Leibniz, está de acuerdo con Locke, pero en lo referente a las verdades de hecho; pues en cuanto a las verdades de razón su evidencia surge del análisis, como en Descartes. Así pues en lo referente a las verdades de hecho han de reconocerse grados de asentimiento a la verdad como conocimiento no cierto sino probable.
John Henry Newman distingue entre un "asentimiento nocional" referido a nociones y "asentimiento real" referido a las cosas; esta última de carácter más fuerte, aunque no por ello garantice la existencia a las cosas a las que se concede el asentimiento.

### Afirmación y verdad
¿Cómo es posible afirmar lo falso?
Una precisión fundamental. La afirmación hace referencia al conocimiento. La verdad hace referencia a la relación del conocimiento con lo real entendido como algo "distinto" de la mente o conciencia; lo real es un objeto del que pretendemos decir algo conocido como "lo que es en realidad".

En general, sin embargo, la gramática del lenguaje nos puede jugar una mala pasada. Porque solemos analizar la oración gramatical o enunciado,
mediante la cual expresamos nuestra afirmación, considerando que el enunciado se constituye por un sujeto y un predicado. Sujeto es aquello sobre lo que se habla y predicado aquello que se dice del sujeto gramatical.
Si no somos críticos pensamos ingenuamente que el sujeto del enunciado es lo real. Y no es así; es lo real, sí, pero en tanto en cuanto es conocido, o está presente en la conciencia, que no es lo mismo. Es lo real interpretado como realidad.
Por eso podemos errar al conocer, y hacer una afirmación falsa. Lo real, aprehendido como realidad, en tanto que meramente aprehendida, nunca será falsa. Tradicionalmente se afirmaba que en la "simple aprehensión" no hay error. Pero el conocimiento mediante el cual interpretamos la realidad, sí lo puede ser. El error se puede producir en el proceso en el que nosotros realizamos el conocimiento como interpretación por un lado, y en el modo como expresamos después dicho conocimiento mediante el lenguaje como afirmación.
Esto nos obliga a precisar los modos de conocer y expresar las afirmaciones.
| La realidad, como objeto conocido, suele ser interpretado como sujeto gramatical del enunciado de la afirmación; es fácil por eso confundir, sin más, el sujeto gramatical de la expresión con la propia realidad. |

El proceso de conocimiento es realmente complicado y desconocemos tanto del mismo cuanto sabemos.; su transformación en expresión lingüística en su relación con la verdad también.
La dificultad es poder establecer cuándo, cómo y dónde se produce dicha aprehensión de realidad; cuándo cómo y donde se produce la interpretación cognoscitiva; cuándo cómo y dónde se produce la expresión en el lenguaje.
Parece necesario distinguir diversas formas de afirmación.

### Clases de afirmación
Entendemos por formas de la afirmación la diversidad de enunciados en los que se manifiesta el conocimiento tenido como verdadero, como aprehensión de lo real.
En general consideramos los enunciados bajo la estructura gramatical Sujeto-predicado. Pero hay formas de afirmación del conocimiento que no siguen dicha estructura.
Dicho en otras palabras, no siempre la afirmación realiza un función predicativa.
Se considera la distinción de Santo Tomás y John Henry Newman y la exposición detallada de Zubiri.

#### Afirmación posicional
Es la afirmación de la mera evidencia aprehendida como real: abro la ventana y veo un gato; mental pero lingüísticamente formulo: un gato; afirmo lo que he aprehendido sin necesidad de entender o comprender qué es eso que estoy viendo. Lo percibo e interpreto en cuanto realidad.
Si, culturalmente, tengo un símbolo o término lingüístico, como una palabra que puede ser un sonido o una grafía para designar esa realidad, puedo utilizar dicho símbolo para referirme a esa realidad que tengo percibida en mi mente y expresar lingüísticamente esa referencia para comunicarla a otra persona. De otra forma no tendría más que hacer lo que hacen los niños cuando tienen más o menos un añito que al no poder expresar lingüísticamente eso que quieren lo que hacen es indicar señalando con el dedito en la dirección en que se encuentra eso que quieren; esa realidad que han percibido como "algo" que se destaca entre las demás cosas del entorno.
Imaginemos que en vez de un gato veo un fuego: la afirmación expresiva de dicha evidencia aprendida sería ya la formulación: ¡fuego!
Lo aprendido en estos casos está completo, es la manifestación de lo real, constituye la aprehensión de realidad que se manifiesta en todas sus cualidades y notas, en toda su riqueza, sin necesidad de una intelección de "qué es eso en realidad".
Cuando grito "¡fuego!" expreso o quisiera expresar esa realidad, sin más. Afirmo toda la realidad de ese fuego que está ahí. Utilizó un "nombre", un concepto como un "ficto" que me permite afirmar lo que he percibido. Sin más. Y si lo pronuncio mediante el lenguaje es algo accesorio respecto a mi afirmación. Probablemente esta aprehensión en un animal puede suponer no solo una huida sino un gruñido, un salto, etc. que comunica a los demás del grupo lo suficiente para "actuar adecuadamente".
Dicha afirmación no afirma nada más que eso. Únicamente sitúa ante el hecho de lo percibido como real. Por eso es "posicional".
Ni siquiera afirmo un contenido de verdad, sino mi posición ante ese hecho. Observemos que no afirmo: "esto es fuego" o "aquí hay fuego".
En realidad lo que he hecho es poner un nombre propio para designar lo que he aprehendido como una unidad en la experiencia. A falta de nombre no cabe otra cosa que señalar con el dedo lo que percibo, como hace el niño pequeño cuando no tiene nombres para designar lo que quiere. No en vano el dedito es el índice.

#### Afirmación proposicional
Cuando la aprehensión es afirmada en función de una cualidad propia de un algo que es así determinado.
"Los andaluces, graciosos"; "los niños, brutos"; "las niñas, cursis".
En esto casos se afirma "algo con algo". Un Algo que es de determinada forma o tiene una determinada cualidad.
En esta afirmación hay ciertamente dos contenidos:
- Un A: (los andaluces; los niños; las niñas) que hace referencia a aprehensiones de realidad.
- Un B: (la gracia; la brutez; la cursilería) no es algo real, en sí, sino algo que pertenece o se encuentra en la aprehensión de A.

No se afirma una relación entre dos entidades, sino la cualificación de una sola y simple aprehensión.
Tampoco se afirma una atribución, como veremos después; sino que la realidad de A lleva consigo, implica la realidad de B como algo propio. La realidad de B se constituye en A en dicha afirmación, no es algo concebido como ajeno a A.
A es aprehendida como una realidad que comprende a B.
Gramaticalmente se expresa mediante la supresión de verbo; se afirma únicamente un sintagma nominal; como una designación.
Por ello no es una atribución de predicado a un sujeto, pero en cambio tiene y manifiesta un contenido de verdad. Por eso tiene carácter proposicional.
Este tipo de afirmación es de una importancia enorme, pues actúa de una manera muy eficaz sin siquiera una formulación explícita. De esta forma es como tenemos aprehendidas muchas de nuestras creencias como prejuicios mediante las cuales interpretamos inconscientemente las realidades aprehendidas, considerándolas como tales "en realidad", antes de que la experiencia nos pueda ofrecer tal vez información complementaria que pudiera confirmar o negar su aplicación correcta al caso concreto.
Pensemos, por ejemplo, en un hombre cuya cultura le hace creer y vivir socialmente y percibir como realidad que la esposa es un objeto de "posesión del hombre mediante contrato de compra-venta con el padre", porque además en su contexto social y cultural es así.
Tendrá dificultades en entender el juicio moral que una persona de otra cultura pueda hacer sobre esa forma de considerar a la mujer. Y no es fácil cambiar ese modo de aprehender la realidad, porque para él en su creencia interpreta el mundo de tal forma que esposa → objeto de su compra; esposa y propiedad son una y la misma realidad.
A veces una experiencia infantil puede marcar definitivamente a ciertas y determinadas aprehensiones. Ciertas fobias podrían interpretarse como afirmaciones proposicionales. "El lobo malo; el osito bueno". "El niño bruto; la niña cursi". "Lo blanco, alegre; lo negro triste".

#### Afirmación predicativa
Es la afirmación que amplía el conocimiento estableciendo la conexión de un predicado B, con un objeto "aprehendido como real" que toma la forma de sujeto gramatical A al enunciarse como tal afirmación. Dicha conexión se expresa lingüísticamente, mediante la cópula del verbo ser.
Se afirma entonces la realidad de B en A.
Es la forma lógica clásica de la proposición o juicio aristotélico “A es B”, donde A es la sustancia y B es la categoría como predicado. Dicha afirmación supone la pretensión de mostrar la verdad tal como la definía Aristóteles: Decir de lo que es que es y de lo que no es que no es.
Nótese la diferencia con el caso anterior. No se afirma un complejo A-B. Ni se trata de dos aprehensiones posicionales A y B, lo que constituiría dos afirmaciones independientes que pudiéramos conjuntar.
Ahora se afirma la conexión de un concepto general independiente B que se hace real en A; la realidad de B se manifiesta como predicado de la realidad de A. Por eso la predicación amplía el conocimiento.
En efecto afirmar “Antonio corre por el pasillo”, formalizado como “Antonio es un ser que corre en el pasillo”, implica aprehender a Antonio como realidad que está cumpliendo, haciendo reales dos conceptos independientes y separables de Antonio: como son “correr” y “pasillo”. Siendo esta verdad una ampliación "de hecho" en el conocimiento de Antonio.
Esta conexión en tanto que conceptos independientes, solo es afirmable por medio de la experiencia. Tal ha sido el fundamento del empirismo. Son las verdades de hecho, y por ello contingentes, aun cuando puedan expresar, en determinadas condiciones, regularidades de la experiencia, "Los gatos cazan ratones"; "Las plantas florecen en primavera" generalizables más allá de la experiencia individualizada del caso concreto.
Esta limitación al campo de la experiencia hace que la ampliación real de conocimientos generalizables no obvios en la experiencia sea francamente difícil. Máxime cuando el concepto aplicado supone una visión no plausible. Tal es la función de la ampliación de conocimientos que ofrece la investigación científica.

| Una experiencia interesante : La verdad del heliocentrismo Antes del siglo XVI se afirmaba como conocimiento válido y cierto que la “tierra es el centro inmóvil del universo”; evidencia de una “aprehensión de realidad” indudable en la experiencia cotidiana': La tierra-quieta; “tierra-quietud” → La Tierra implica quietud en una unidad indiscutible. Algunos sabios llegaron a aplicar a la tierra el concepto independiente de “girar” y “alrededor del sol”, conocidos de forma separada de la experiencia cotidiana de la tierra y pudieron afirmar con pleno sentido de conocimiento válido con evidencia suficiente que “la Tierra gira y se mueve alrededor del sol”,; ampliando el campo de la experiencia posible. Tal predicación supone una ampliación del conocimiento. Un proceso complicado y difícil. De ahí las dificultades que experimentaron tales sabios pues sus afirmaciones chocaban frontalmente con las creencias y experiencias cotidianas cultural y socialmente admitidas. Hoy, nuevos conceptos como la unidad espacio-tiempo relativo de cuatro dimensiones, por ejemplo, aplicables en nuevos contextos de experiencia posible permiten afirmar la "relatividad" científica, lógica y cultural, de las afirmaciones tanto tolemaicas como copernicanas acerca del movimiento de la tierra, al no tener ya como evidente un espacio-tiempo absoluto. La ciencia sigue ampliando nuestro conocimiento. |

Generar conceptos nuevos a partir de nuevas formas de aprehender la realidad y poderlas afirmar como evidencias, es el logro maravilloso de la ciencia, el arte y la poesía.

#### Afirmación conceptual o nocional
Santo Tomás distinguía entre “asentimiento ante una evidencia en sí” y “asentimiento de una proposición cuya evidencia radica en su conexión con otra u otras proposiciones”, y el cardenal Newman hablaba de la afirmación nocional.
En ambos casos nos estamos refiriendo a lo que Leibniz llamaba “verdades de razón”.
Verdades cuya evidencia no parte de la “aprehensión de realidad” en la experiencia, sino de la relación de conceptos como nociones o de la relación de unas proposiciones con otras.
Dicho a la manera de los racionalistas, su verdad es un producto del análisis. Son pues verdades analíticas.
En el primer caso, como afirmación nocional, estamos hablando de definiciones, de contenidos conceptuales. “Los mamíferos maman”. El “predicado está contenido en la noción del sujeto”. No aportan, pues, conocimiento nuevo a lo ya contenido en el propio concepto del sujeto de la oración.
No hablamos entonces de la realidad, sino del mundo conceptual. El mundo, entonces, aparece ordenado, como mundo, conforme a nuestros conceptos. Tal es la visión de la dialéctica platónica o la filosofía tradicional cristiana. Un mundo ordenado según “esencias” que responden a la realidad de las cosas, bien porque la realidad es así, bien porque un Dios lo ha construido conforme a sus ideas. Así ha sido considerada la realidad durante muchos siglos.
Hoy la relación realidad-concepto se explica de un modo completamente diferente. La conexión conocimiento y realidad se considera interpretativa, por lo que la clasificación esencial es un instrumento lógico no un conocimiento de realidad. Cuando utilizamos tales evidencias no hablamos del mundo real sino de la lógica del conocimiento.
Hablamos de un mundo ordenado sin contradicción, hablamos de un mundo posible, como dice Leibniz. El mundo real, entonces, es una concreción al ser percibido por la experiencia.
Y esto es así porque el concepto como tal es considerado en su contenido extensivo con independencia de las notas que pretenda denotar como realidad. Se interpreta entonces como una clase o conjunto lógico, independiente de cualquier realidad.
Tal es la modificación importante de la lógica clásica aristotélica como lógica de términos, interpretada ahora como lógica de clases.
Los conceptos definen una clase y solo serán aplicables como predicados mediante una adecuada cuantificación como aplicación a la experiencia.
En lo referente a la relación de proposiciones, hablamos entonces de consistencia lógica, al no admitir la posibilidad de contradicción.
Construimos así un sistema lógico-formal, un cálculo, independiente de la realidad, que nos permite, mediante definiciones y reglas, perfectamente delimitadas, construir un sistema lógico-matemático que garantiza el rechazo de cualquier contradicción.
Las afirmaciones basadas en el sistema como tal, o bien en los modelos teóricos que resulten de sustituir las variables del sistema por contenidos de experiencia no ambiguos, argumentos, resultarán siempre verdaderas, es decir tautológicas.

### Modos de afirmación
Los modos de afirmación son consecuencia de los modos en que podemos afirmar el conocimiento y su correspondencia con la ignorancia respecto al grado validez en que lo consideramos como verdadero.
La primera afirmación de algo conocido como real pero “que no sabemos lo que es” es la afirmación de esa ignorancia: “No sé qué es en realidad”; "No tengo ni idea".
Por el contrario consideraremos el conocimiento acabado y completo cuando podemos afirmar sin sombra de duda, “esto es…..” en la determinación correspondiente al grado de conocimiento que la situación demande.
En el presente artículo se exponen estos grados según se manifiestan en los recursos que la lengua española nos permite diferenciar, sin entrar en un análisis de los mismos:
| Ignorancia/conocimiento (según indicios) | Se afirma como                    | Descripción |
| Lo borroso                               | Confusión                         | Se aprecian unos rasgos definidos pero que pueden ser referidos a más de un objeto de “reconocimiento”. |
| Indicación                               | Sospecha                          | Lo confuso parece que se define hacia una dirección más que hacia algo determinado. |
| Ambigüedad                               | Duda                              | Las notas de lo aprehendido en realidad son consistentes y apuntan o indican hacia objetos concretos, pero no definen un concreto sino una posible duplicidad.                                                                         |
| Preponderancia e Identificación          | Opinión (lo obvio y lo plausible) | La duplicidad se desvanece en la medida en que se concreta el objeto conocido. La aprehensión desglosa las notas propias del objeto en su manifestación aparente (apariencia) y propia (constitución)                                  |
| Constitución y efectividad               | Certeza                           | Se identifica y reconstituye la realidad del objeto identificado como "su ser en realidad" mediante un concepto que se afirma como juicio con firmeza, que expresa la creencia evidente de la verdad de lo contenido en la afirmación. |